# Manhattan, Illinois
Manhattan är en ort (village) i Will County, i delstaten Illinois, USA. Enligt United States Census Bureau har orten en folkmängd på 7 093 invånare (2011) och en landarea på 17 km².